# Hebbagodi
Hebbagodi là một thị trấn thống kê (census town) của huyện Bangalore Urban thuộc bang Karnataka, Ấn Độ.

## Nhân khẩu
Theo điều tra dân số năm 2001 của Ấn Độ, Hebbagodi có dân số 12.395 người. Phái nam chiếm 60% tổng số dân và phái nữ chiếm 40%. Hebbagodi có tỷ lệ 78% biết đọc biết viết, cao hơn tỷ lệ trung bình toàn quốc là 59,5%: tỷ lệ cho phái nam là 84%, và tỷ lệ cho phái nữ là 69%. Tại Hebbagodi, 12% dân số nhỏ hơn 6 tuổi.